# Vier-Elemente-Lehre

Symbole der vier Elemente

Die vier Elemente in der Alchemie

Nach der Vier-Elemente-Lehre (auch Vierelementelehre) besteht alles Sein in bestimmten Mischungsverhältnissen aus den vier Grundelementen bzw. „Essenzen“ oder „Wurzelkräften“ „Erde“, „Wasser“, „Luft“ und „Feuer“ als Prinzipien des Festen, Flüssigen, Gasförmigen und glühend Verzehrenden.

## Griechische Philosophen

### Vorläufer: Thales, Anaximander, Anaximenes und Heraklit
Der griechische Philosoph Thales von Milet (624–546 v. Chr.) in Ionien vertrat die Ansicht, dass alle Stoffe nur verschiedene Aspekte des Urstoffes Wasser darstellen, denn Wasser war seiner Ansicht nach in größter Menge vorhanden. Er stellte sich vor, dass die Erde als flache Scheibe auf Wasser schwimme und dass auch über dem Himmelsgewölbe Wasser vorhanden sei, eine Annahme, die stark an den kosmischen Urozean der Sumerer erinnert. Thales’ Theorien fanden große Anerkennung, jedoch wurde auch kritisch in Frage gestellt, ob das Wasser – seiner materiellen Beschaffenheit wegen – den Urgrund von allem repräsentieren kann.
Anaximander (um 610-547 v. Chr.)  – Thales’ Schüler oder Nachfolger – setzte daher dem Wasser das Apeiron entgehen, das als per se „Unbegrenztes“ der Ursprung aller materiellen Dinge sei. Feuer, Wasser, Erde und Glutluft (in Form einer sie umhüllenden Röhre) traten in Anaximanders Denken als zentrale Elemente des kosmischen Werde-Vergehens auf, indem eine anfänglich aus Wasser bestehende Welt durch stetige Hitzezufuhr zunehmend vertrocknet und damit zu fester Erde wird.
Anaximenes (585–525 v. Chr.) – ebenfalls aus Milet – kam zu dem Schluss, dass die Luft der Urstoff sei. Indem sie zum Mittelpunkt des Universums hin zusammengepresst werde, entstünden aus ihr die Elemente Wasser und Erde.
Heraklit (ca. 540–475 v. Chr.) aus der Nachbarstadt Ephesus war der Ansicht, dass ein Feuer der Urstoff sein müsse. Zuerst als Wasser materiell werdend, ist dieses innerlich weiter nach Erde und Glutwind unterscheidbar und alles in stetiger Umwandlung begriffen:
„Feuers Umwende: Wasser. Vom Wasser aber die eine Hälfte ist Erde, die andere Hauch der Glut. […] Wechselseitiger Umsatz: Der Welt gegen das Feuer und des Feuers gegen die Welt, wie beim Tausch des Goldes gegen die Waren und der Waren gegen das Gold.“ (Aphorismen 31 u. 91, nach H. Diels)

### Empedokles
Die breiteste Wirkung der klassischen Elementenlehre hatte ihre Formulierung durch den griechischen Naturphilosophen Empedokles aus Akragas im 5. Jahrhundert v. Chr. Die Vorgänger von Empedokles haben den vier Elementen – ergänzend zu basalen kosmogonischen Sachverhalten wie bei Heraklit oder Anaximander die reversible Weltentstehung aus dem Feuer bzw. Apeiron – auch eine Eigenschaft zugeschrieben, die heute dem Wechsel der Aggregatzustände zugewiesen wird. Ein Beispiel dafür ist die unter Druck erfolgende Verflüssigung der Gase (Luft) bei Anaximenes. Auch dass andere Vorsokratiker die festen Stoffe dem Element Erde zugeordnet haben, flüssige dem Wasser und gasförmige der Luft, erinnert an das Konzept der Aggregate.
Dieses Schema der gestuften Transformation eines phänomenalen Zustandes in den nächsten behielt Empedokles bei. Zusätzlich schrieb er den vier Elementen aber noch eine Eigenart zu: Er nahm an, dass sie ewig existierende und in sich unveränderlich Grundsubstanzen seien, erst aus deren Zusammenkommen in jeweils verschiedener Mischung sich die ganze Vielfalt der dem Werde-Vergehen unterliegenden Dinge ergibt.
Diese Sicht wird in Teilen einem modernen wissenschaftlichen Denken gerecht (vgl. Elementarteilchen, Leukips Atomismus, auch die These der nicht weiter reduzierbaren Kategorien bei Plato, Aristoteles und Kant), doch darf für eine Beurteilung der griechischen Philosophie nicht unberücksichtigt bleiben, dass Empedokles die vier Elemente zunächst als „Götter“ eingeführt hat. Welchem Gott er welches Element zuordnete, ließ sich bislang nicht eindeutig klären. Einige Autoren gehen davon aus, dass das Feuer dem Zeus, die Luft der Hera, die Erde dem Aidoneus (Hades) und das Wasser der Nestis (Persephone) entsprochen habe, andere deuten Empedokles Texte in dem Sinne, dass Hera der Erde und Aidoneus der Luft zugeordnet gewesen sei.
Durch die assoziative Verbindung der Elemente mit je einem dieser anthropomorphen Götter erhielten sie weitere Eigenschaften, die sich über den Bereich der bloßen Physik hinaus in den der Psychologie und Medizin (vgl. Humoralpathologie) erstrecken. Dem Feuer wurde Zielstrebigkeit, Ehrgeiz, Engagement zugeordnet. Wasser ist das sanfte Element, das nachgiebige und weiche, das Luftelement ist quirlig, flexibel und veränderungorientiert und letztlich steht Erde für das Festgefügte, Starre und Beständige. Die spezifischen Eigenschaften der Dinge sind damit charakterisiert durch das jeweilige Mischungsverhältnis der vier Elemente. Federn bestehen dieser Sicht zufolge vorwiegend aus dem Luft-Element, Steine aus einem hohen Anteil an dem der Erde. Dabei besitzt Bimsstein wiederum vergleichsweise viel Luftelement, Bergkristall weist einen hohen Anteil vom Wasser auf und Pyrit (da als Zünder geeignet) viel vom Feuer. Auch für den Menschen ergibt sich danach eine jeweils individuelle Mischung dieser vier Elemente, so führt Heraklit die Trunksucht auf eine feucht gebliebene Seele zurück und nennt eine trockenstes Seele jene, die am feurigsten brennt (Diels, Aph. 117–118). Krankheiten deuten mithin auf ein Ungleichgewicht der Elemente hin. Der Mediziner früherer Zeit behandelte Krankheiten durch Zufuhr eines fehlenden Elements über die Nahrung (Diät; Heilpflanzen) oder er leitete ein Zuviel ab. Ausleitungsverfahren, die heute von Heilpraktikern angewendet werden, beruhten ursprünglich auf dieser Vorstellung.

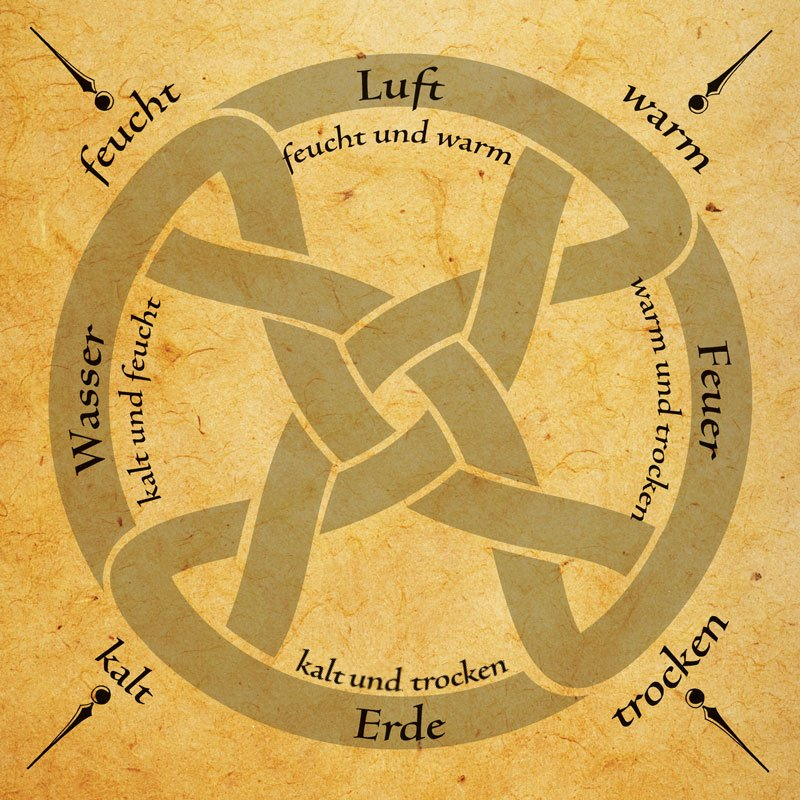
Darstellung der 4 Elemente und ihrer Eigenschaften

 Insbesondere auf die Viersäftelehre des Corpus Hippocraticum (v.a. De natura hominis, verfasst von dem koischen Arzt Polybos) nahm die empedokleische Lehre von den vier Elementen Einfluss, worauf dann auch der Ausbau der Humoralpathologie (die Krankheitslehre der Körpersäfte) durch Galenos und spätere Mediziner wie Avicenna beruhte.

### Nachfolger: Platon, Aristoteles, Stoiker
Die Vier-Elemente-Lehre wurde von späteren griechischen Philosophen weiterentwickelt.
Platon (ca. 428-347 v. Chr.) ordnete im Timaios jedem der vier Elemente sowie dem Äther je einen regelmäßigen Körper zu und stellte die vier Elemente als Kreislauf dar.
Aristoteles (384–322 v. Chr.) wiederum gab, die im Lehrgedicht Über die Natur geschilderte Lehre des Empedokles übernehmend, entsprechend den auf dem Gegensatzpostulat Anaximanders aufbauenden Gegensatzpaaren Zenons den vier Elementen (elementa) die Eigenschaften (Primärqualitäten, den gegensätzlichen inneren Qualitäten bei Alkamion vergleichbar) warm/kalt und trocken/feucht (worauf im Mittelalter die vier qualitates warm/feucht, warm/trocken, kalt/trocken und kalt/feucht, die vier humores Blut, gelbe Galle, schwarze Galle und Schleim sowie die vier temperamenta sanguinisch, cholerisch, melancholisch und phlegmatisch zurückgehen) und bezeichnete den Äther als den anderen vier Elementen (Erde, Wasser, Luft und Feuer) zugrunde liegende Quintessenz.
Die Stoiker entwickelten die Lehre weiter, indem sie das Pneuma einführten. Das rohe Pneuma wird über die Atmung aufgenommen und durch das Feuer der Leber „verkocht“, das heißt für den Körper verwendungsfähig gemacht. Alle Elemente, die vom Körper aufgenommen werden, müssen erst durch das Feuer der Verdauung (insbesondere der Leber) aktiviert werden, Luft und Feuer gehören zu den aktiven Elementen. Dementsprechend wurden Luft und Feuer als aktive pneumaartige Elemente und Erde und Wasser als passive Elemente angesehen. Pneuma erfüllte viele Funktionen, die Aristoteles dem Äther zuordnete.
Diese Theorie wurde in dieser Form in Europa über das Mittelalter erhalten und blieb in der Medizin bis zur Aufklärung die bestimmende Grundlage.
Die Elemente galten als Bestandteile der sex res naturales im Konzept des Regimen sanitatis.

## Alchemie

### Vermittlung über Ägypten und Arabien
Alexander der Große eroberte das Persische Reich, das nach seinem Tod 323 v. Chr. auseinanderbrach. Ptolemäus, einer von Alexanders Generälen, ließ in Alexandria den Musen einen Tempel, ein „Museum“ bauen, das in seiner Funktion etwa einer Universität entspricht. Das Museum mit der Bibliothek von Alexandria wurde in der Folgezeit zu einem Zentrum wissenschaftlicher Forschung. Dort verband sich die griechische Philosophie mit der ägyptischen Lehre von der angewandten Chemie. Da in Ägypten chemische Kenntnisse eng mit der Religion verbunden waren, hatte das zwei Auswirkungen:
- Eine spirituelle Note kam in die Elementelehre, die Beschäftigung mit dem „Feinstofflichen“, die die jetzige Alchemie im Gegensatz zur jetzigen Chemie kennzeichnet. Man ordnete den Elementen jeweils bestimmte charakteristische Metalle zu; durch Aufnahme der Metalle oder durch Tragen von entsprechendem Schmuck konnten diese Elementenenergien auf den Menschen übergehen. Gold gehört zum Feuer, Silber zum Wasser, Quecksilber gehört zum Luftelement und Blei gehört zum Erdelement.
- Man betrachtete das Wissen über Alchemie als Geheimwissen (Esoterik) und begann, Texte über Alchemie absichtlich unverständlich zu schreiben.

Die Araber besetzten 641 Ägypten. Sie übernahmen das chemische Wissen der Ägypter und entwickelten es weiter. Das Wissensgebiet der Stoffwandlung nannten sie al kimiya (von griechisch chemeia). Mit den Kontakten der Araber im Mittelmeerraum und durch die Kreuzzüge gelangte es im 12. und 13. Jahrhundert als Alchemie nach Europa.

### Ab dem Mittelalter in Europa

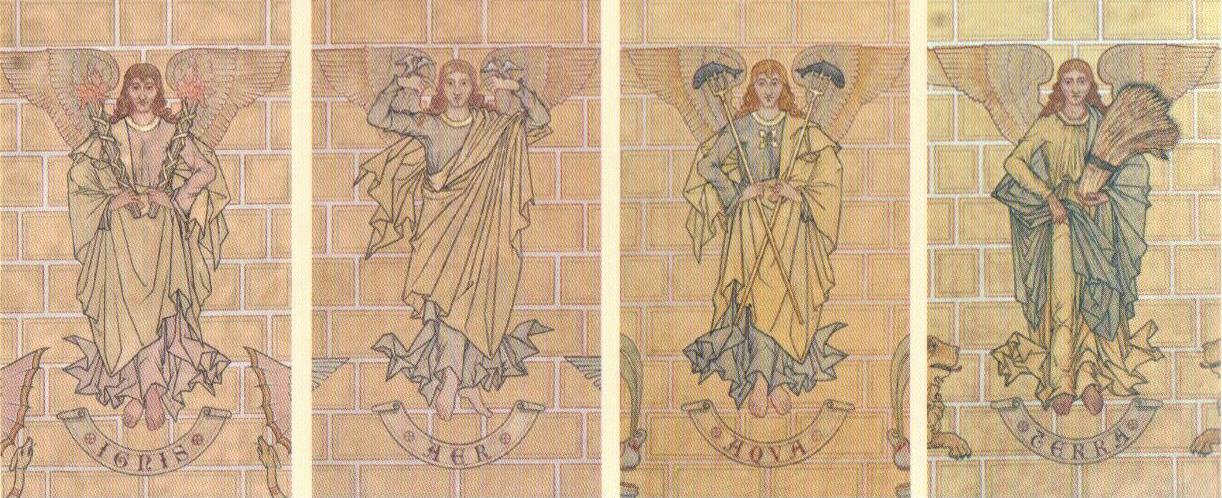
Die vier Elemente, allegorische Darstellung von August Essenwein im Kaiserdom Königslutter (1890)

In der Alchemie des späten Mittelalters und der frühen Neuzeit spielen die vier Elemente und die Quintessenz als fünftes Element eine wesentliche Rolle.

## Weitere Verbindungen

### Agrippa von Nettesheim
Agrippa von Nettesheim schrieb in seinem Werk de occulta philosophia über die Erzengel und Engel:
„Vier Engelfürsten sind über die vier Winde und die vier Theile der Welt gesetzt, und zwar Michael über den Ostwind, Raphael über den Westwind, Gabriel über den Nordwind, Nariel, der von anderen auch Uriel genannt wird, über den Südwind. Auch die Elemente haben ihre Beherrscher: über die Luft herrscht Cherub; über das Wasser Tharsis; über die Erde Ariel; über das Feuer Seraph oder nach Philo Nathaniel.“

### Paracelsus
Paracelsus entwickelte im 16. Jahrhundert eine Lehre von den Elementargeistern.

### Astrologie
Die vier Elemente wurden in die Astrologie übernommen. Dabei wurde jedes der Tierkreiszeichen einem der vier Elemente zugeordnet.
Die Zuordnungen sind:
- Feuer: Widder, Löwe und Schütze.
- Erde: Stier, Jungfrau und Steinbock.
- Luft: Zwillinge, Waage und Wassermann.
- Wasser: Krebs, Skorpion und Fische.

### Enneagramm
Die Elemente Feuer und Wasser sind die Orientierungspunkte für das Enneagramm. Das Element Feuer wird unten, das Element Wasser oben, das Element Luft links und das Element Erde rechts aufgestellt. Linke und rechte Seite des Enneagramms sind die männlichen und weiblichen Charaktere, von denen auch Carl Gustav Jung – ohne Bezug auf das Enneagramm – in seiner Unterscheidung von Animus und Anima spricht. Die Unterscheidung zwischen männlichen und weiblichen Charakteren im Enneagramm wird von Claudio Naranjo beschrieben. Der Begriff des Übergangselements geht auf Heraklit zurück. In der klassischen, antiken Vier-Elemente-Lehre wird allerdings nur dem Feuer die Eigenschaft männlich, dem Wasser die Eigenschaft weiblich zugeordnet. Luft und Erde sind in der ursprünglichen Lehre Übergangselemente.

### China
Ähnliches gibt es mit der Fünf-Elemente-Lehre in der chinesischen Kultur. Hierbei sind die fünf Grundelemente Metall, Holz, Erde, Wasser und Feuer.

## Übersicht
Die nachfolgende Tabelle gibt eine Übersicht über die vier (sublunaren) Elemente und die ihnen zugeordneten Körper, Eigenschaften, Körpersäfte, Temperamente, Tierkreiszeichen, Elementarwesen und Himmelsrichtungen.
| Element | regelmäßiger Körper (Platon) | Eigenschaft (Aristoteles) | Tierkreiszeichen (Astrologie) | Elementarwesen (Paracelsus) | Himmelsrichtung | Erzengel | Körpersaft und Temperament     | Symbol |
| ------- | ---------------------------- | ------------------------- | ----------------------------- | --------------------------- | --------------- | -------- | ------------------------------ | ------ |
| Feuer   | Tetraeder                    | warm und trocken          | Widder, Löwe, Schütze         | Salamander                  | Süden           | Michael  | Gelbe Galle, cholerisch        | 🜂      |
| Erde    | Würfel                       | trocken und kalt          | Stier, Jungfrau, Steinbock    | Gnom                        | Westen          | Uriel    | Schwarze Galle, melancholisch  | 🜃      |
| Luft    | Oktaeder                     | feucht und warm           | Zwillinge, Waage, Wassermann  | Sylphe                      | Osten           | Raphael  | (Rotes) Blut, sanguinisch      | 🜁      |
| Wasser  | Ikosaeder                    | kalt und feucht           | Krebs, Skorpion, Fische       | Undine                      | Norden          | Gabriel  | (Weißer) Schleim, phlegmatisch | 🜄      |

## Heutige Bedeutung

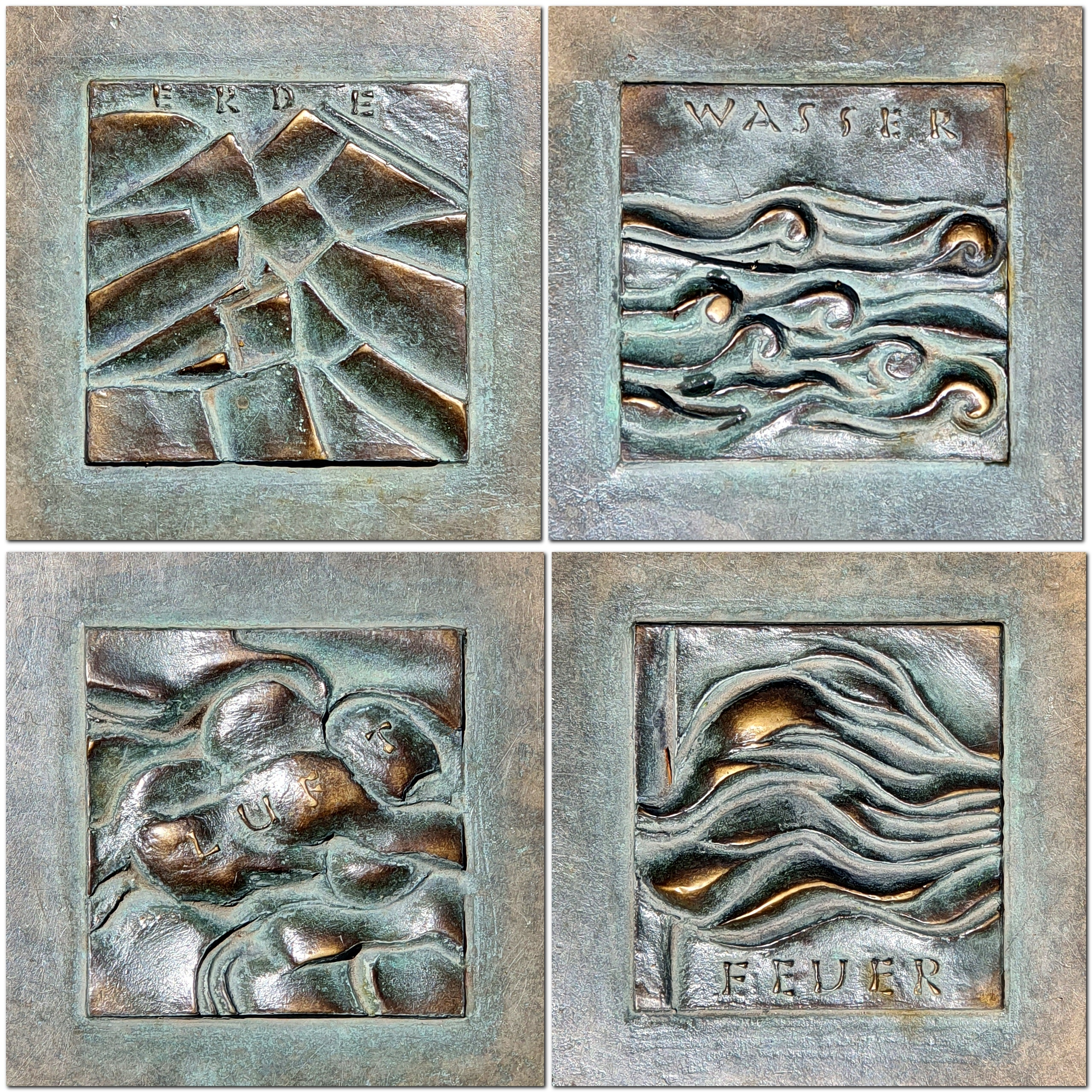
Die Vier Elemente
nach Hubert Elsässer

### Kunst
In der Kunstgeschichte stößt man auf zahlreiche allegorische Darstellungen der vier Elemente.
Wie schon bei den Planeten oder den Wochentagen gibt es auch bei den Elementen Bezüge zu mythologischen Gottheiten, allerdings etwas variabler. So wird zum Beispiel die Erde durch Kybele/Rhea symbolisiert, das Wasser durch Neptun/Poseidon, die Luft durch Juno/Hera und das Feuer durch Jupiter/Zeus.

### Comic und Film
Die Comicreihe um das Superheldenteam Die Fantastischen Vier des US-amerikanischen Verlages Marvel Comics bedient sich ebenfalls der vier Elemente. Das Team besteht aus den Superhelden Mr. Fantastisch (Mr. Fantastic, Wasser), das Ding (The Thing, Erde), die Unsichtbare (Invisible Girl, Luft) und die menschliche Fackel (Human Torch, Feuer).
Eine Variante lieferte 1997 der Film Das fünfte Element, der die Liebe als Quintessenz einführt.
Medialer Ursprung dieser Variante ist die US-Zeichentrickserie Captain Planet (1990–1993), in der fünf jugendliche Helden aus aller Welt die Elemente Feuer, Wasser, Wind, Erde und Liebe vereinen, um Captain Planet, den Beschützer des Planeten, in den Kampf gegen die Umweltsünder zu schicken.
Die US-amerikanische Fantasy-Zeichentrickserien Avatar – Der Herr der Elemente (2005–2008) und die Fortsetzung Die Legende von Korra (2012–2014), sowie die Realverfilmung der Serie Avatar – Der Herr der Elemente (2024) sind weitere Beispiele, in denen die vier Elemente eine wichtige Rolle einnehmen.

### Märchen
Die Märchenerzählerin Linde Knoch legt die Vier-Elemente-Lehre einer Auswahl von ihr neu erzählten Märchen zugrunde, in denen die vier Elemente „mit einem vorherrschenden Element, einmal real, einmal symbolisch“ vorkommen und von dem Maler Ingo Kühl bebildert wurden.

### Esoterik
Einige Vertreter der Esoterik wie Franz Bardon und Rudolf Steiner teilen das Feinstoffliche in mehrere „Welten“ unterschiedlicher Dichte auf, die jeweils in fünf bis sieben Ebenen aufgeteilt sind. In jeder Welt tragen die untersten vier Ebenen die Namen der Elemente. Max Heindel nimmt dieselbe Aufteilung vor, ersetzt die Namen der Vier Elemente aber durch die Aggregatzustände.
Die Elementelehre und die damit zusammenhängenden naturphilosophischen Vorstellungen sind bei den Begriffsbildungen von Seele und Psyche nachzuweisen. Dies bestätigt sich heute noch sprachlich in wissenschaftlichen Auseinandersetzungen über terminologische Präferenzen (Seele-Psyche).

## Unicode
Die Symbole für die vier Elemente sind seit 2021 im Unicodeblock Alchemistische Symbole enthalten:
| Element | Symbol | Codepoint | HTML      | Offizieller Name            |
| ------- | ------ | --------- | --------- | --------------------------- |
| Luft    | 🜁      | U+1F701   | &#x1F701; | ALCHEMICAL SYMBOL FOR AIR   |
| Feuer   | 🜂      | U+1F702   | &#x1F702; | ALCHEMICAL SYMBOL FOR FIRE  |
| Erde    | 🜃      | U+1F703   | &#x1F703; | ALCHEMICAL SYMBOL FOR EARTH |
| Wasser  | 🜄      | U+1F704   | &#x1F704; | ALCHEMICAL SYMBOL FOR WATER |